# Gasolin' teaterkoncert
Gasolin' teaterkoncert er en teaterkoncert, der blev opført første gang i 1994 på teatret Dr. Dantes Aveny. Det er den første teaterkoncert i Danmark.
Den er bygget op omkring sange af den danske beatgruppe Gasolin'.
Teaterkoncerten er siden blevet sat op på flere teatre i Danmark, bl.a. Århus Teater, Det Danske Teater og Østre Gasværk (2006).